# Asher ben Jehiel
Asher ben Jehiel - Ashkenazi (em hebraico:  אשר בן יחיאל, ou Asher ben Yechiel, às vezes Asheri) (Colônia, 1250 ou 1259 – Toledo, 24 de outubro de 1327) foi um eminente rabino e talmudista, mais conhecido por seu compêndio de lei talmúdica. É muitas vezes referido como Rabbenu Asher, "o nosso Rabino Asher” ou pelo acrônimo hebreu para este título, o ROSH (em hebraico:  רא"ש, literalmente "Cabeça"). Seu aniversário de morte é no dia 9 de Cheshvan.

## Biografia
O Rosh nasceu no oeste da Alemanha e morreu em Toledo, Espanha. Sua família era constituída de pessoas caridosas e excelentes educadores. Seu pai Yechiel foi um talmudista, e um de seus ancestrais foi o rabino Eliezer ben Nathan (o RaABaN). Asher teve oito filhos, os mais proeminentes deles foram Judá e Jacó, autor do Arba'ah Turim, um código de lei judaica. Seu principal professor foi o rabino tosafotista Meir de Rothenburg, que naquela época vivia em Worms, Alemanha. Além de seus estudos, Rosh trabalhou em emprestar dinheiro, e de acordo com sua própria declaração, era rico e independente.
Em 1286, o imperador Rodolfo I da Germânia instituiu uma nova perseguição aos judeus, e o rabino Meir deixou a Alemanha, mas foi capturado e preso. O Rosh quis pagar uma fiança par libertá-lo, mas o rabino Meir recusou a ajuda, com medo de que isso servisse de incentivo para a prisão de outros rabinos. Após isto, o Rosh assumiu a posição do rabino Meir em Worms. Porém, foi obrigado a emigrar (com toda a probabilidade, uma vítima de chantagem por parte do governo, que visava confiscar toda a sua fortuna). Depois de deixar a Alemanha, fixou-se inicialmente no sul da França e, em seguida, partiu para Toledo, na Espanha, onde se tornou rabino por recomendação do rabino Shlomo ben Aderet (RaShBA). Judá, filho do Rabbenu Asher, testemunhou o fato de que ele morreu na pobreza. Rabbenu Asher morreu em Toledo no dia 9 de Cheshvan 5089 (1328 EC).
O Rabbenu Asher possuía conhecimento talmúdico "metódico e sistemático", e se destacou por sua capacidade de conduzir longas discussões talmúdicas. O Rosh, influenciado por seu mestre, o rabino Meir, era contrário a decisões brandas no halachá, mesmo quando teoricamente justificadas. (Várias de suas decisões, que podem parecer brandas, são realmente restritivas: sua decisão contra orar mais do que três vezes por dia é, de fato, restritiva. Da mesma forma, sua afirmação de que a frase halacha le-Moshe me-Sinai—"uma lei oral revelada a Moisés no Monte Sinai", nem sempre tem um significado literal, mas muitas vezes significa um costume adotado universalmente, não é geralmente considerada como uma interpretação liberal.) No entanto, o Rosh ficou conhecido por seu raciocínio independente das leis: " não devemos ser guiados em nossas decisões pela admiração dada aos grandes homens, e, no caso de uma lei, que não esteja claramente expressa no Talmude, não sejamos obrigados a aceitá-la, mesmo que se baseie nas obras dos gueonim." ( Por exemplo, o Rosh decidiu que a liturgia dos gueonim não estava sujeita à regra talmúdica contra a mudança nas orações.)
O Rabbenu Asher se opôs ao estudo do conhecimento secular, especialmente da filosofia. Sustentava que a filosofia está baseada em pesquisas críticas, enquanto que a religião está baseada na tradição e as duas são, portanto, "incapazes de se harmonizarem". Disse que "nada que entra nela retorna", na verdade, ele agradecia a Deus por tê-lo salvo de sua influência, e se gabava de não possuir qualquer conhecimento fora da Torá. Tentou emitir um decreto contra o estudo de temas não judaicos. Um efeito desta atitude foi a limitação de sua influência sobre o secular judaísmo espanhol. Ao mesmo tempo, dentro dos círculos rabínicos, "ele transplantou o espírito talmúdico rigoroso e estreito da Alemanha para a Espanha", e isso, em certa medida, contribuiu para que os judeus espanhóis passassem da pesquisa secular para o estudo do Talmude.

## Obras
A obra mais conhecida de Rabbenu Asher é o seu compêndio da lei talmúdica. Este trabalho especifica a halachá final, prática, deixando de fora a discussão intermediária e de maneira concisa indica a decisão final. Omite áreas da lei limitada a Eretz Yisrael (como as leis agrícolas e sacrificiais), bem como as porções agádicas  do Talmude. O filho de Asher, Jacó, compilou uma lista das decisões encontradas na obra, sob o título Piskei Ha-ROSH (decisões do ROSH). Comentários sobre o seu Halachot foram escritos por um número de talmudistas posteriores. Nas yeshivot, este trabalho é estudado como uma parte regular do estudo diário do Talmude.
Este trabalho assemelha-se ao  Hilchot do Rif (rabino Isaac Alfasi)—também um compêndio—mas difere ao citar fontes autorizadas: Maimônides, os tosafotistas e o próprio Alfasi. Uma teoria afirma que o trabalho não é na verdade um comentário sobre o Talmude mas sim,  um comentário sobre o Rif, uma vez que sempre começa com o texto do Rif (ver Shach, como citado em Kelalei HaRif, Rabbeinu Asher VeTur impresso antes do Rosh sobre Shabbat, Klal 2). Porém, alguns discutem isto (ver Sdei Chemed, Klalei HaPoskim, s.v. "Rosh").
O trabalho de Rabbenu Asher substituiu o de Alfasi por um curto período de tempo e foi impresso com quase todas as edições do Talmude desde a sua publicação. Este trabalho foi tão importante para a lei judaica que Yosef Karo incluiu o ROSH junto com Maimônides e Isaac Alfasi como um dos três grandes poskim (decisores) considerados na determinação da decisão final em seu Shulkhan Arukh.

### Outras obras
- Orchot Chaim, um ensaio sobre ética, escrita por seus filhos. Ela começa com o comentário, “distancie-se da soberba, com a essência do distanciamento.” Orchot Chaim é hoje um importante trabalho de literatura musar.
- Um comentário sobre Zeraim (a primeira ordem da Mishná)— com a exceção do  Tratado Brachot.
- Um comentário sobre Ṭohorot (a sexta ordem da Mishná).
- O Tosefot ha-Rosh.
- Um volume de responsa.
- Há um volume de responsa intitulado 'Besamim Rosh' que é falsamente atribuído ao Rosh. Na verdade, é uma falsificação do século XVIII, e contém decisões controversas que contradizem o que o Rosh escreveu em seu (verdadeiro) responsa. Esta coleção foi publicada por Saul Berlim, filho de Hirschel Levin. Foi denunciada como fraude por Mordecai Benet (entre outros).